# Söderskogen
Söderskogen è un'area urbana della Svezia situata nel comune di Håbo, contea di Uppsala.
La popolazione risultante dal censimento 2010 era di 378 abitanti.